# Prasauni
Prasauni (nep. प्रसौनी गाउपालिका) – gaun wikas samiti w środkowej części Nepalu w strefie Narajani w dystrykcie Bara. Według nepalskiego spisu powszechnego z 2001 roku liczył on 1086 gospodarstw domowych i 7321 mieszkańców (3518 kobiet i 3803 mężczyzn).